# Johann Baptist Zozzoli
Johann Baptist Zozzoli (* 1820 oder 1821; † im November 1886 in Villach) war ein österreichischer Unternehmer und Politiker. Er bekleidete von 1865 bis 1867 das Amt des Villacher Bürgermeisters.

## Wirken
Zozzoli führte seit den 1840er Jahren einen Textilhandel in Villach, um 1860 fungierte er darüber hinaus als lokaler Repräsentant der Ersten ungarischen allgemeinen Assekuranz-Gesellschaft, einer Versicherung. Zozzolis kommunalpolitisches Engagement begann mit seiner Wahl in den Villacher Gemeindeausschuss im Februar 1861. Am 23. September 1865 wurde er in Nachfolge des überraschend zurückgetretenen Bürgermeisters Josef Kassin zum Villacher Stadtoberhaupt gewählt. Während seiner Amtszeit wurde der Villacher katholische Gesellenverein begründet, dessen Ehrenschutz er übernahm. Zozzoli bekleidete das Amt des Bürgermeisters nur relativ kurz, im Juli 1867 wurde er von Paul Hauser abgelöst. Er blieb vorerst noch Mitglied des Gemeindeausschusses, zog sich anscheinend aber wenig später aus der Politik zurück. Johann Baptist Zozzoli verstarb im November 1886 im Alter von 66 Jahren.
Auch Zozzolis Gattin Philippine engagierte sich im Gemeinwesen. Anlässlich des Deutschen Krieges gründeten sie gemeinsam mit anderen Bürgerfrauen einen Hilfsverein für verwundete Krieger. Außerdem engagierte sie sich für die Villacher Mädchenschule.

## Familie
Johann Baptist Zozzoli war der Sohn der Lukretia Sandrini, Tochter eines Seidenhändlers aus Gemona und dem Villacher Handelsherrn Jakob Leonhard Zozzoli.
Lukretia heiratete nach dem Tod ihres Mannes am 29. Oktober 1819 Oswald Anton Kanziani (12. Juli 1820). Aus dieser Ehe gingen 3 Söhne hervor: Alexander Jakob Leonard und seine Brüder Ludwig und Eduard.
Johann Baptist Zozzoli war also der Halbbruder des bekannten Villacher Malers Jakob Canciani.